# Yūsuke Nakatani
Yūsuke Nakatani (jap. 中谷 勇介 Nakatani Yūsuke; ur. 22 września 1978) – japoński piłkarz występujący na pozycji pomocnika.

## Kariera klubowa
Od 1997 do 2012 roku występował w klubach Nagoya Grampus Eight, Urawa Reds, Kawasaki Frontale, Kashiwa Reysol, Kyoto Sanga FC i Tokyo Verdy.